# Список кардиналов, возведённых папой римским Урбаном VIII

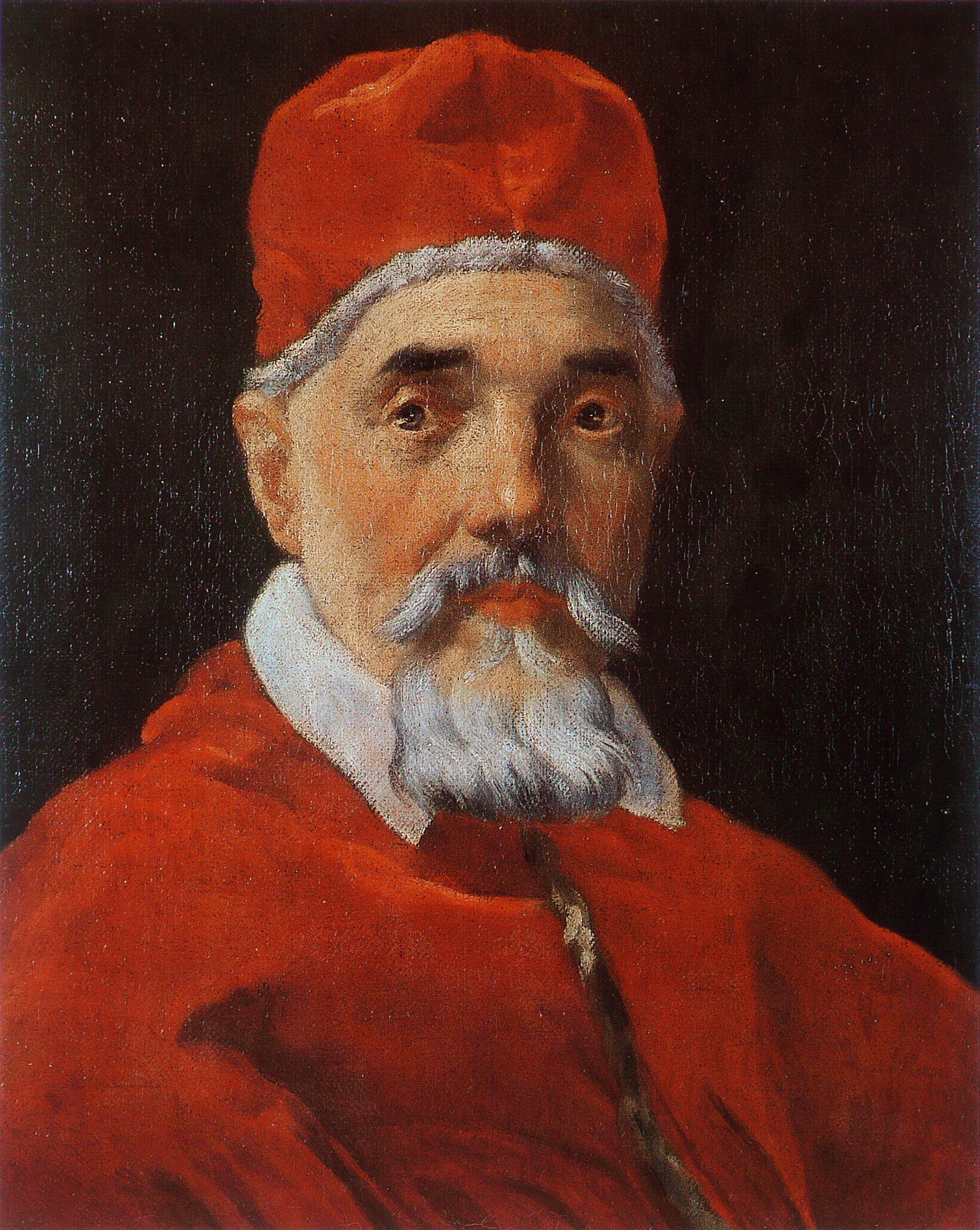
Папа Урбан VIII

Кардиналы, возведённые Папой римским Урбаном VIII — 74 прелата, клирика и мирянина были возведены в сан кардинала на восьми Консисториях за двадцать один год понтификата Урбана VIII.
Самой большой консисторией, была Консистория от 13 июля 1643 года, на которой было назначено семнадцать кардиналов.

## Консистория от 2 октября 1623 года
- Франческо Барберини старший, племянник Его Святейшества (Папская область).

## Консистория от 7 октября 1624 года
- Антонио Барберини старший, O.F.M.Cap., брат Его Святейшества (Папская область);
- Лоренцо Магалотти, референдарий Трибуналов Апостольской Сигнатуры Справедливости и Милости и секретарь Его Святейшества (Папская область);
- Пьетро Мария Боргезе (Папская область).

## Консистория от 19 января 1626 года
- Луиджи Каэтани, титулярный латинский патриарх Антиохийский (Папская область);
- Дени-Симон де Маркемон, архиепископ Лиона (Франция);
- Эрнст Адальберт фон Гаррах, архиепископ Праги, Богемия (Земли богемской короны);
- Бернардино Спада, титулярный архиепископ Дамиаты, апостольский нунций во Франции, клирик Апостольской Палаты (Папская область);
- Лаудивьо Дзаккья, епископ Монтефьясконе и Корнето, префект Дома Его Святейшества и префект Апостольского дворца (Папская область);
- Берлингерио Джесси, епископ Римини, губернатор герцогства Урбино (Папская область);
- Федерико Корнер младший, епископ Бергамо (Венецианская республика);
- Джулио Чезаре Саккетти, епископ Гравины, апостольский нунций в Испании (Папская область);
- Джованни Доменико Спинола, аудитор Апостольской Палаты (Папская область);
- Джакомо Кавальери, датарий Его Святейшества, аудитор Трибунала Священной Римской Роты (Папская область);
- Лельо Биша, декан клириков Апостольской Палаты (Папская область);
- Энрике Гусман де Харос (Испания);
- Никола Франсуа Лотарингский, администратор диоцеза Туль, брат герцога Лотарингского (герцогство Лотарингия);
- Джироламо Видони, генеральный казначей Апостольской Палаты, президент провинции Романья (Папская область);
- Марцио Джинетти, префект Папского Дома, секретарь Священной Конгрегации Священной Консульты (Папская область).

## Консистория от 30 августа 1627 года
- Фабрицио Вероспи, губернатор Перуджи и Умбрии (Папская область);
- Хиль Карильо де Альборнос, архидьякон Бургоса (Испания);
- Пьер де Берюль, генеральный настоятель Конгрегации ораторианцев во Франции (Франция);
- Алессандро Чезарини, клирик Апостольской Палаты, референдарий Трибуналов Апостольской Сигнатуры Справедливости и Милости (Папская область);
- Антонио Барберини младший, племянник Его Святейшества, приор Суверенного военного гостеприимного ордена Святого Иоанна, Иерусалима, Родоса и Мальты (Папская область);
- Джироламо Колонна (Папская область);
- Джамбаттиста Памфили, титулярный латинский патриарх Антиохийский, аудитор Трибунала Священной Римской Роты, апостольский нунций в Испании (Папская область);
- Джанфранческо Гвиди ди Баньо, титулярный архиепископ Патр, епископ Червии, апостольский нунций во Франции (Папская область).

## Консистория от 19 ноября 1629 года
- Петер Пазмань, S.J., архиепископ Эстергома (королевство Венгрия);
- Антонио Сантакроче, титулярный архиепископ Селевкии Исаврийский, апостольский нунций в Польше (Папская область);
- Альфонс-Луи дю Плесси де Ришельё, O.Carth., архиепископ Лиона (Франция);
- Джованни Баттиста Мария Паллотта, титулярный архиепископ Фессалоник, апостольский нунций в Австрии (Папская область);
- Грегорио Наро, генеральный аудитор Апостольской Палаты (Папская область);
- Лука Антонио Вирили, аудитор Трибунала Священной Римской Роты (Папская область);
- Джанджакомо Теодоро Тривульцио, апостольский протонотарий, клирик Апостольской Палаты (Папская область);
- Диего Гусман де Харос, архиепископ Севильи (Испания);
- Ян Ольбрахт Васа, S.J., епископ Кракова (Речь Посполитая);
- Чириако Роччи, титулярный архиепископ Патр, апостольский нунций в Австрии (Папская область);
- Чезаре Монти, титулярный латинский патриарх Антиохийский, архиепископ Милана, апостольский нунций в Испании (Папская область).

## Консистория от 28 ноября 1633 года
- Франческо Мария Бранкаччо, епископ Капаччо (Папская область);
- Алессандро Бики, епископ Карпантры, апостольский нунций во Франции (Папская область);
- Ульдерико Карпенья, епископ Губбио (Папская область);
- Стефано Дураццо, генеральный казначей Апостольской Палаты (Папская область);
- Агостино Ореджи, великий элемозинарий и богослов Его Святейшества, каноник патриаршей Ватиканской базилики (Папская область);
- Бенедетто Убальди, аудитор Трибунала Священной Римской Роты (Папская область);
- Маркантонио Франчотти, аудитор Апостольской Палаты (Папская область).

## Консистория от 16 декабря 1641 года
- Франческо Мария Макиавелли, титулярный латинский патриарх Константинопольский, епископ Феррары (Папская область);
- Асканио Филомарино, архиепископ Неаполя (Неаполитанское королевство);
- Маркантонио Брагадин, епископ Виченцы (Венецианская республика);
- Оттавиано Раджи, генеральный аудитор Апостольской Палаты (Папская область);
- Пьердонато Чези младший, генеральный казначей Его Святейшества (Папская область);
- Джироламо Вероспи, аудитор Трибунала Священной Римской Роты (Папская область);
- Винченцо Макулани, O.P., магистр Священного дворца (Папская область);
- Франческо Перетти ди Монтальто (Папская область);
- Джулио Габриэлли старший, клирик Апостольской Палаты (Папская область);
- Джулио Мазарини, каноник патриаршей Ватиканской базилики, референдарий Трибуналов Апостольской Сигнатуры Справедливости и Милости (Папская область);
- Вирджинио Орсини, рыцарь военного ордена Святого Иоанна Иерусалимского (Папская область);
- Ринальдо д’Эсте, (Папская область).

## Консистория от 13 июля 1643 года
- Джованни Джакомо Панчироли, титулярный латинский патриарх Константинопольский (Папская область);
- Фаусто Поли, титулярный архиепископ Амасии Понтийской, префект Дома Его Святейшества (Папская область);
- Лельо Фальконьери, титулярный архиепископ Фив, секретарь Священной Конгрегации по делам епископов и монашествующих (Папская область);
- Гаспаро Маттеи, титулярный архиепископ Афин (Папская область);
- Чезаре Факкинетти, титулярный архиепископ Дамиаты и епископ Сенигаллии (Папская область);
- Джироламо Гримальди-Каваллерони, титулярный архиепископ Селевкии Исаврийской (Папская область);
- Карло Россетти, титулярный архиепископ Тарса и епископ Фаэнцы (Папская область);
- Джамбаттиста Альтьери, бывший епископ Камерино (Папская область);
- Марио Теодоли, аудитор Апостольской Палаты (Папская область);
- Франческо Анджело Рапаччоли, генеральный казначей Апостольской Палаты (Папская область);
- Франческо Адриано Чева, референдарий Трибуналов Апостольской Сигнатуры Справедливости и Милости (Папская область);
- Винченцо Костагути, клирик Апостольской Палаты (Папская область);
- Джованни Стефано Донги, клирик Апостольской Палаты (Папская область);
- Паоло Эмилио Рондинини, клирик Апостольской Палаты (Папская область);
- Анджело Джори, префект Папского Дома (Папская область);
- Хуан де Луго-и-де Кирога, S.J. (Испания);
- Ашиль д’Этамп де Валансе, рыцарь  Суверенного военного гостеприимного ордена Святого Иоанна, Иерусалима, Родоса и Мальты, генерал папской армии (Папская область).